# (29960) 1999 JU92
A (29960) 1999 JU92 a Naprendszer kisbolygóövében található aszteroida. A LINEAR projekt keretében fedezték fel 1999. május 12-én.